# Робер, Луи (историк)
Луи́ Робе́р (фр. Louis Robert; 15 февраля 1904 года, Лорьер, Франция — 31 мая 1985 года, Париж, Франция) — французский историк-эллинист и археолог, известный эпиграфист, специалист по нумизматике. Профессор греческой истории и эпиграфики Коллеж де Франс. Автор многих работ по греческой эпиграфике, нумизматике, исторической географии греческих островов, в особенности Малой Азии.
Его также называют одним из видных классицистов XX века.
С именем его и его супруги связывают становление греческой эпиграфики как самостоятельной научной отрасли.
Член Академии надписей и изящной словесности (1948).
Член-корреспондент Британской академии (1946).
Также состоял в других академиях.

## Биография
В 1919 году семья Робера переехала в Париж.
В 1924—1927(8?) годах учился в Эколь нормаль. Ученик профессора Сорбонны Мориса Олло, которого впоследствии Робер сменил в Коллеж де Франс. После смерти Олло Робер также подготовил и издал все его работы.
В 1927—1932 годах член Французской школы в Афинах. В то же время он провёл около двух лет в туберкулёзном санатории. Осенью 1932 года Л. Робер совершил свою первую поездку в Турцию, в Малую Азию.
С 1932 года преподавал вПрактической школе высших исследований. C 1939 года также профессор эпиграфики и греческой античности Коллеж де Франс. С 1974 года в отставке.
В 1956—64 годах возглавлял Французский археологический институт в Стамбуле.
Участвовал в раскопках.
Делать выводы из эпиграфического материала он считал — и призывал — необходимым в комплексе с результатами других исследований, исторических и географических. Луи Робер отмечал важность знания топографики не только для эпиграфики и истории, но для понимания античности в целом.
На его смерть откликнулись своими официальными соболезнованиями правительства Греции, Турции и Албании.
Был женат.
Автор около 500 публикаций, в том числе 35 книг.